# Beroepsnaam
Dit overzicht is mogelijk incompleet; u kunt helpen door het uit te breiden.
Een beroepsnaam is in de antroponymie een type achternaam. Onder dit type achternaam verstaat men de namen die direct zijn afgeleid van beroepen. Echter worden ook namen zoals Burger of De Ruijter tot deze groep gerekend. Daaruit blijkt dat een beroepsnaam niet alleen een beroep beschrijft, maar ook van een dagelijkse tijdbesteding afgeleid kan zijn. De in Nederland meest voorkomende beroepsnaam is Bakker.

## Metonymische beroepsnaam
De metonymische beroepsnamen is geen subgroep van de beroepsnamen, maar een aparte groep op zichzelf. Metonymische beroepsnamen beschreven niet direct iemands functie, maar bijvoorbeeld een voorwerp of kenmerk van dat beroep. Een voorbeeld hiervan is de achternaam Bijl. 
familienaam · voornaam · antroponymie